# Yitzjak Navón
Yitzjak Navón (en hebreo: יִצְחַק נָבוֹן; Jerusalén, 9 de abril de 1921-Ib., 7 de noviembre de 2015) fue un dramaturgo y político israelí. Fue el quinto presidente de Israel y el primero de origen sefardí. Perteneció al Partido Laborista Israelí.

## Biografía
Estudió Literatura Hebrea y Cultura Islámica en la Universidad Hebrea de Jerusalén. Después realizó el servicio voluntario en la Haganá en Jerusalén y llegó a ser diplomático israelí en Uruguay y Argentina. Fue miembro de la Knéset (Parlamento) y colaboró en los gobiernos de David Ben-Gurión y Moshé Sharet.
En 1978 fue elegido presidente de Israel, el primero con hijos en ocupar la residencia presidencial. Cinco años después decidió no volver a presentarse a la presidencia y reintegrarse a la escena política (el primer y único expresidente que lo ha hecho). Volvió a ser diputado y fue nombrado ministro de Educación y Cultura entre los años 1984 y 1990. Escribió numerosos libros, entre ellos la obra de teatro titulada 'Bustan Sefardi' ('Jardín Sefardí'), en idioma judeoespañol, que trataba sobre la vida de los judíos sefardíes a principios del siglo XX.